# Mecsér
Mecsér (em croata: Mečir) é um município da Hungria, situado no condado de Győr-Moson-Sopron. Tem 21,09 km² de área e sua população em 2015 foi estimada em 586 habitantes.